# Kettenhofweg 124/124a

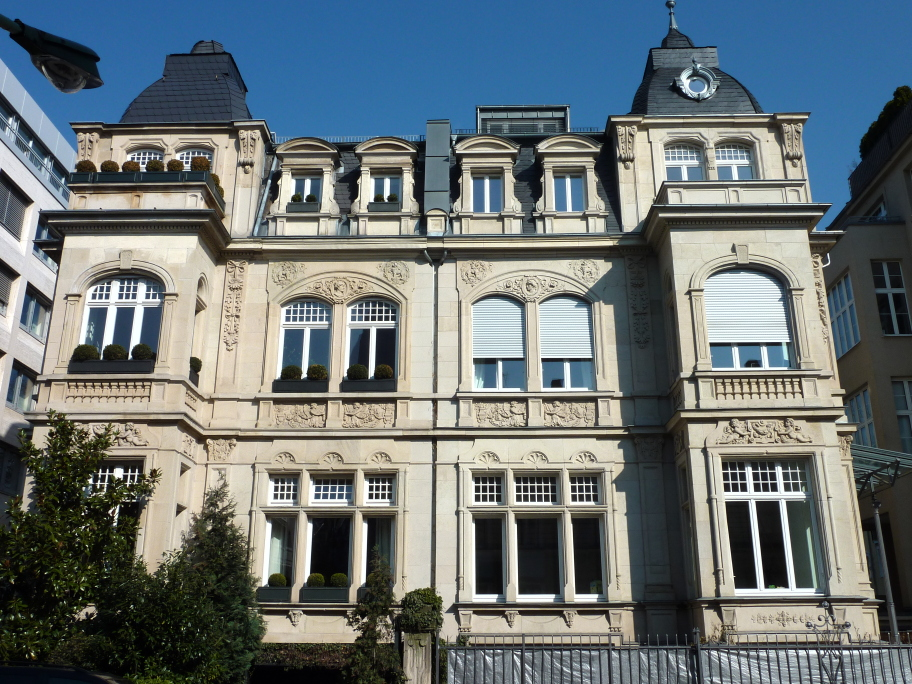
Frankfurt Kettenhofweg 124/124a

Die Adresse Kettenhofweg 124/124a ist ein denkmalgeschütztes Doppelhaus aus dem frühen 20. Jahrhundert. Über das am Kettenhofweg im Frankfurter Stadtteil Westend gelegene Haus berichtete die Presse seit dem Jahr 1994 wegen eines sechsfachen Mordes im dort etablierten Bordellbetrieb.

## Das Gebäude
Das Gebäude ist ein Doppelmietshaus im Stil des Neobarock mit reicher, teilweise skulptierter Werksteinfassade und überkuppelten Seitenrisaliten. Die Einfriedung ist teilweise original. Es wurde im Jahr 1902 erbaut.

## Die Bordellmorde
Seit 1977 befand sich das Haus im Besitz der Eheleute Gabor und Ingrid Bartos, die das Erdgeschoss bewohnten. Im ausgebauten Keller, im ersten und zweiten Stock betrieben sie ein exklusives Bordell. Am 15. August 1994 fand man das Besitzerehepaar und vier Prostituierte ermordet auf. Als Täter wurden Sofia B., eine ehemalige Prostituierte aus dem Bordell, und ihr Mann Eugen B. ermittelt. Eugen B. wurde im Juli 1996 wegen sechsfachen Mordes zu einer lebenslangen Freiheitsstrafe verurteilt, aus der er frühestens nach 25 Jahren auf Bewährung entlassen werden darf und die er in einer JVA in Sachsen verbüßt. Seine Frau erhielt eine Freiheitsstrafe von sechs Jahren und wurde nach vier Jahren aus der JVA  Preungesheim auf Bewährung entlassen.